# Policarp I
Policarp I (grec antic: Πολύκαρπος Αʹ) (mort a Bizanci l'any 89) va ser bisbe de Bizanci. Va succeir Onèsim l'any 69 i va ocupar el càrrec fins a la seva mort el 89.
Els seus vuit últims anys com a bisbe van coincidir amb la persecució dels cristians per l'emperador Domicià. Les seves relíquies es conserven a la catedral d'Argiròpolis.